# برايان كينيت
برايان كينيت (بالإنجليزية: Brian Quinnett)‏ مواليد 30 مايو 1966 في بولمان، هو لاعب كرة سلة أمريكي سابق. بدأ مسيرته الاحترافية في سنة 1989. تم اختياره من قبل فريق نيويورك نيكس خلال الدرافت. حمل الرقم 23. يبلغ طوله 6 قدم 8 بوصة (2.0 م). اعتزل اللعب في 1994.

## المسيرة الاحترافية
لعب مع نيويورك نيكس من سنة 1989 إلى 1992، ثم لعب مع دالاس مافيريكس في سنة 1992، ثم لعب مع سي بي مورسيا في الدوري الإسباني في سنة 1993.

## روابط خارجية
- برايان كينيت على موقع إن بي أي (الإنجليزية)
- برايان كينيت على موقع سبورتس رفرنس (الإنجليزية)
- برايان كينيت على موقع الدوري الإسباني لكرة السلة (الإسبانية)
- برايان كينيت على موقع كلية كرة السلة في سبورتس رفرنس.كوم (الإنجليزية)
- برايان كينيت على موقع ريلجم (الإنجليزية)
- برايان كينيت على موقع بروبوليرز (الإنجليزية)
- برايان كينيت على موقع سبورتس رفرنس (الإنجليزية)